# Bratski (Korenovsk)
Bratski (del ruso: Комсомольский) es un posiólok del raión de Korenovsk del krai de Krasnodar, en Rusia. Está situado en las tierras bajas de Kubán-Azov, al sur del curso del río Beisug, 23 km al norte de Korenovsk y 81 km al nordeste de Krasnodar, la capital del krai. Tenía 387 habitantes en 2010.
Pertenece al municipio Novoberezanskoye.